# Chionidae
Los quiónidos (Chionidae) son una familia de aves del orden Charadriiforme que incluye el género Chionis, las palomas antárticas, aves marinas de los mares antárticos y continentes próximos.  Algunos autores incluyen también en esta familia a Pluvianellus socialis.

## Especies
Chionis incluye dos especies:
- Chionis albus
- Chionis minor